# Гаршин, Кирилл Васильевич
Кирилл Васильевич Гаршин (род. 21 апреля 1990, Воронеж) — российский художник.

## Биография
Кирилл Гаршин окончил Воронежское художественное училище в 2010 году. Участник международной резиденции Leipzig International Art Programme 2013, Лейпциг, Германия, групповых выставок в России и зарубежом, среди которых «Revisiting the Space Voronezh», Воронежский центр современного искусства, Воронеж, 2013, «Space LAB», LIA, Лейпциг, 2013, «MitOst Festival», Лейпциг, 2013, 4-й Московской международной биеннале современного искусства, 2014, Москва, «Transmission», галерея «Триумф», Москва, 2015, «В славном городе Воронеже», Центр современного искусства «ВИНЗАВОД», Москва, 2016, Триеннале российского современного искусства, Музей Гараж, Москва, 2017.

Гаршин работает преимущественно с живописью. В последние годы создает антропоцентричное серии, часто использует фотографии как основу сюжета («Полароид 3000» (2015), «Праздные дни» (2014-2015)).

В начале 2021 года Гаршин стал искать ответы на вопросы о месте живописи как классического вида искусства и путях развития собственного художественного языка в работе с органическими красками, так появился «Манифест» (Органическая живопись или создание Новой Картины из соков растений и экологически перерабатываемых материалов), в котором традиционная масляную живопись классифицирована как устаревшая и несоответствующая этимологическому значению слова «живопись» как изображению живо, то есть жизнеподобно. В «Манифесте» Гаршин призывает к отказу от красок фабричного производства в пользу органических пигментов растительного происхождения, диалогу с нечеловеческими агентами, в данном случае растениями, и интеграцией их в творческий процесс. Так Гаршин пришел к экспериментам с красочными пигментами: в 2022—2023 годах в резиденции «Заря» (Владивосток) он работал с учеными из Института биологии моря, чтобы узнать о возможности использования в живописи морских растений.

В 2025 году открылась персональная выставка Гаршина «Фотосинтетическое тело» в арт-резиденции «Выкса»: «Центральный объект — масштабное многосоставное панно с основой из древесины липы и дуба, на котором органической акварелью написан сюжет из авторской мифологии о перерождении души и взаимосвязи человеческого и растительного мира».

## Цитаты
- Новая и продолжающаяся до сих пор серия художника «Праздные дни» посвящена семейным праздникам. В качестве основы выступила серия поляроидных снимков из 1990-х. Здесь знакомые каждому интерьеры и люди: ковры, ламинированная ДСП сервантов «Престиж-2» мебельной фабрики Черноземья (или что бы то ни было в том же духе), дети, одетые, как в клипах Майкла Джексона 1980-х и испытывающие смущенное чувство неловкости перед родными. Гаршин практически не менял композиции снимков, иногда лишь слегка их кадрируя, отсюда странные с точки зрения академической живописи решения ― непропорциональная геометрия шкафов, порой занимающих половину изображения, абстрактные узоры ковров, напоминающие живопись Марка Ротко, и пр. И на этом фоне главные герои молчаливо улыбаются мимо зрителя. И если говорить об источнике для серии, то можно согласиться с утверждением художника, что предельно интимные снимки в какой-то момент вдруг приобретают противоположное качество.[8]
- Современную реальность наряду с материальным окружающим миром составляют образы кино и интернета, виртуального мира, дополненные реальностью компьютерных игр. Пространства композиций Гаршина, построенные по принципу такого же смешения реальностей, именно поэтому кажутся реалистичными. Гаршин удивительным образом примиряет потерю художником эксклюзивной привилегии на «создание образов» в современном мире и возвращает живописному искусству его исконную функцию – отображение окружающего мира через образы, сближая его с «искусством старых мастеров».[9]

## Персональные выставки
- 2025 «Фотосинтетическое тело», арт-резиденция «Выкса»
- 2023 «Багровое перерождение», Арт-резиденция «Заря», Владивосток, Россия
- 2020 «Мечты о небесных светилах на черной земле», галерея сцена/szena, Москва, Россия
- 2019 «Ночные животные», галерея сцена/szena, Москва, Россия
- 2018 «Шесть сокровенных», галерея FFTN, Санкт-Петербург, Россия
- 2017 «Сад снедаемой улитки», галерея Pechersky, Москва, Россия
- 2014 «Полароид 3000», галерея Pechersky, Москва, Россия
- 2014 «Inside the Ribcage/Внутри грудной клетки», РОСИЗО, Москва, Россия
- 2014 «Праздные дни», галерея Х.Л.А.М. Воронеж, Россия
- 2012 «Дикие люди», галерея Х.Л.А.М. Воронеж, Россия
- 2011 «Пределы адекватности», галерея Х.Л.А.М. Воронеж, Россия

## Групповые выставки
- 2017 Триеннале российского современного искусства, Музей современного искусства Гараж, Москва, Россия
- 2016 «В Славном Городе Воронеже», Центр современного искусства Винзавод, Москва, Россия
- 2015 «Transmission», галерея «Триумф», Москва, Россия
- 2014 4-я Московская международная биеннале молодого искусства, Москва, Россия
- 2013 «Revisiting the Space», Воронежский центр современного искусства, Воронеж, Россия
- 2013 «Space LAB», LIA, Лейпциг, Германия
- 2013 Фестиваль «MitOst», Лейпциг, Германия

## Коллекции
- Государственная Третьяковская галерея[1]
- Московский музей современного искусства[10]

## Публикации
- Ангелина Татаринцева. «В обычной квартире Воронежа появилось новое радикальное арт-пространство». Культура Воронеж
- Анна Быкова. «Портрет художника в юности. Кирилл Гаршин». Aroundart
- Лиза Отарошвили. «Художники рисуют для BURO.: Кирилл Гаршин». Buro247
- Валерия Гайдукевич. «Багровое перерождение»: художник из Воронежа — в погоне за мифической водорослью", Вечерний Владивосток "
- Валерия Гайдукевич. «Бестиарий» бьет рекорды: первые продажи на ярмарке Cosmoscow", ForbesLife "
- Олеся Шпилева. «Воронежский художник Кирилл Гаршин представит выставку созданных на изоляции картин», РИА Воронеж
- Тимофей Макаров. «Знакомьтесь, художник Кирилл Гаршин! Добирался к нам из Воронежа через Владивосток, чтобы рассказать, как в Выксе обстоят дела с переселением душ». Собака.ru